# كيوم سا-روك
كيوم ساي روك (بالكورية: 금새록)‏ هي ممثلة كورية جنوبية. ولدت في 6 سبتمبر 1992 في سول، كوريا الجنوبية.

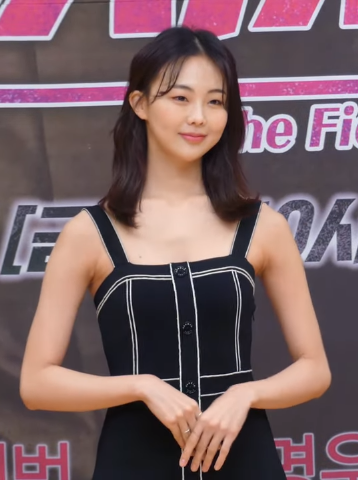
كيوم في المؤتمر الصحفي لـ"الكاهن الناري" في فبراير 2019.

## الأعمال

### أفلام
| السنة | العنوان             | الدور                        |
| ----- | ------------------- | ---------------------------- |
| 2015  | اغتيال              | بائعة العطور                 |
| 2016  | عصر الظلال          | بارمان                       |
| 2018  | الجاسوس يتوجه شمالا | حراس الرئيس الشخصيين ضابطة 3 |

### مسلسلات
| السنة     | العنوان                     | الدور         | ملاحظة                            | مراجع       |
| --------- | --------------------------- | ------------- | --------------------------------- | ----------- |
| 2018      | يجب أن نعيش معا             | بارك هيون ها  |                                   |             |
| 2019      | الكاهن الناري               | سيو سيونغ آه  |                                   |             |
| 2019      | صف الأكاذيب                 | ها سو هيون    |                                   | [ 3 ]       |
| 2020      | الجميع موجود                | كانغ إيل يونغ | الموسم الثالث - دراما من فصل واحد | [ 4 ]       |
| 2021      | جوسون: طارد الأرواح الشريرة | هيي يوم       | الحلقة 2                          | [ 5 ]       |
| 2021      | شباب مايو                   | لي سو ريون    |                                   | [ 6 ] [ 7 ] |
| 2022–2023 | فهم الحب                    | بارك مي كيونغ |                                   | [ 8 ]       |
| 2024      | عائلة حديدية                | لي دا-ريم     |                                   | [ 9 ]       |

## روابط خارجية
- كيوم سا روك على موقع IMDb (الإنجليزية)
- كيوم سا روك على موقع IMDb (الإنجليزية)
- كيوم سا روك على موقع روتن توميتوز (الإنجليزية)
- كيوم سا روك على موقع ألو سيني (الفرنسية)
- كيوم سا روك على موقع قاعدة بيانات الفيلم (الإنجليزية)